# Уанка
Уанка или Ванка (кечуа Wanqa, исп. Huanca, Wanka, Wanca) — народ, проживающий в регионе Хунин центрального Перу. Предположительно образовывал доколумбово государство, покоренное инками. Центром проживания является долина Мантаро.
Среди местного населения используются два близких наречия: Jauja Wanka Quechua и Waylla Wanka Quechua.  Вместе наречия объединяются термином диалект Уанка (Wanka Quechua).

## История
Доиспанский период (до испанского завоевания)
Народ Уанка зафиксирован впервые испанскими конкистадорами в 1530-х годах. В момент контакта с испанцами Уанка находились в подчиненном положении в государстве инков.
Сведения о предшествующей 1530-м годам истории Уанка основываются на трех источниках: устная история инков, археология, лингвистика.
Устная история инков, записанная испанскими хронистами
Инки вели историю инкской империи как историю правящей семьи государства. Это снижает ценность данного источника, искажающего древность, значительность и развитости покоренных народов, поскольку сохранение подобных характеристик противоречило официальной идеологии инкской империи, направленной на всемерное превознесение достоинств инков и принижение покоренных народов.
Испанскими исследователями составлена таблица упоминаний хронистов об истории Уанка (изображение справа).
Существуют предположения, что:
- в IX—XII веках в Уанка правила династия Пома;
- в XII веке Уанка распалось на мелкие владения;
- возможно, Уанка пало под натиском племен аймара;
- остатки государства (?) Уанка продолжали существовать вплоть до завоеваний инков.

Не подвергается сомнению тот факт, что Уанка были покорены Инкой Пачакутеком Юпанки примерно в 1460 г. н. э.
Археология
Археологические объекты содержат данные о культурном стиле, не могут однозначно свидетельствовать об этнической принадлежности создателей и свидетельствуют о социальных структурах только предположительно.
На месте проживания Уанка в исторический период обнаружены наиболее многочисленные свидетельства культуры Уари. Существует недоказанное предположение, что Уанка могли быть потомками доминирующей народности Уари. Если предполагать, что культура Уари соответствовала государству, то Уари/Уанка занимали территорию всего Северного, Центрального Перу вплоть до границ современного государства Боливия. Таким образом, если Уари/Уанка существовали, то могли быть государством, предшествующим инкам.
Лингвистика
Для людей Уанка зафиксирован свой диалект (Кечуа-уанка) языка кечуа. Данный диалект сильно отличается от других диалектов (в основном южного кечуа и кусканского кечуа), вплоть до взаимного непонимания.
Данная характеристика кечуа-уанка используется в качестве доказальства в двух научных теориях а) предположение о существовании отдельного языка в доинкский период, б) о возможном происхождении языка кечуа из районов Центрального Перу и территории проживания Уанка в частности. Научная теория б) на момент написания статьи имеет большее количество сторонников.
Согласно реконструкции развития языка кечуа распространение по Перуанскому нагорью и появление диалектов приходится на I—V в.н. э., что значительно древнее государства инков официальным языком которых был кечуа.
Исторический период. Испанское завоевание.
Народ Уанка выступил основным союзником испанцев как при завоевании Перу, так и в ходе дальнейшей испанской колонизации.
Считается, что только с помощью Уанка были успешно выдержаны осада Куско 1536 года, осада Лимы, ведение действий против Ново-Инкского государства.
Колониальный период
Вследствие ценной помощи, оказанной ими испанцам, Уанка очень долго, в период с 1540-х по 1780-е Уанка пользовались целым рядом привилегий со стороны испанской короны ( они не облагались налогами, главы общин — кураки были выборными и т. д.).
С 1780-х в качестве реакции на восстание Тупак Амару II Уанка были лишены всех прежних привилегий и к ним были применены все те же меры, что и ко всем другим индейским народам колонии Перу, включая:
- запрет на публичное использование родного языка,
- запрет школ на родном языке,
- запрет печатных текстов на родном языке,
- персонально к Уанка: переименование региона со «страны Уанка» (исп. Huancomayo) на «долина Матаро[исп.]» (исп. Valle de Mataro) и лишение всех привилегий

и т. д.
Республиканский период
После некоторого возрождения в 1820-х язык и культура Уанка продолжили тенденцию колониального периода.
Язык и культура остается крестьянско-пастушеской, литература практически отсутствует.
В настоящее время в представлении у местных жителей социальный статус испанского языка и европейской культуры в целом настолько выше индейских, что число носителей языка и культуры Уанка постоянно сокращается.
С 1960-х годов в Перу большинство населения не владеет местными языками, еще меньше живет в традиционной культурной среде.